# Heteronormatividad
Heteronorma o heteronormatividad es un concepto que sostiene a la heterosexualidad como el modo preferido o la norma social para la orientación sexual. Asume el binarismo de género (es decir, que sólo hay dos géneros distintos y opuestos) y que las relaciones sexuales y matrimoniales son más adecuadas entre personas de sexo opuesto. Una visión heteronormativa implica, por tanto, la alineación del sexo biológico, la sexualidad, la identidad de género y los roles de género. La heteronormatividad suele estar relacionada con el heterosexismo y la homofobia. Los efectos de la heteronormatividad social sobre las personas lesbianas, gays y bisexuales pueden examinarse como privilegio heterosexual.

## Historia del concepto
El concepto posee raíces en la noción de Gayle Rubin del sistema sexo/género y en concepto propuesto por Adrienne Rich de heterosexualidad obligatoria en 1980. El término heteronormatividad fue creado por Michael Warner en 1991 con su teoría queer, (Ser Queer significa ser capaz, más o menos articuladamente, de desafiar el entendimiento común de lo que significa la diferencia de género). En ella escribe que  "cada persona que llega a una autocomprensión sabe de una manera u otra que su estigmatización está intrincada con el género". Es por esto que se lo considera el padre e impulsor del concepto.
En una serie de artículos, Samuel A. Chambers intentó teorizar la heteronormatividad más explícitamente como un concepto que revela las expectativas, demandas y restricciones producidas cuando la heterosexualidad es tomada como normativa dentro de una sociedad.

## Heteronorma y feminismo
En los años 1980, Monique Wittig y Adrienne Rich afirman que el feminismo contiene una presunción de heterosexualidad en sus teorías y prácticas políticas.
Pero Wittig, va aún más allá, en un congreso en EE. UU. afirma que «las lesbianas no son mujeres» en tanto que el concepto mujer siempre se define en relación con el hombre: «Sería impropio decir que las lesbianas viven, se relacionan, o hacen el amor con mujeres porque la mujer no tiene sentido más que en los sistemas heterosexuales de pensamiento y en los sistemas económicos heterosexuales». Las lesbianas, con sus prácticas, desplazamientos y resignificaciones presentan otras formas de ser en el mundo y no pueden ser definidas como mujeres. El principal objetivo de Wittig es problematizar las identidades que supuestamente se desprenden del cuerpo y de la sexualidad, es decir, cuestionar la continuidad que se cree que existe entre el sexo y el género así como el binarismo hombre-mujer. 
Por último, Monique Witting concebirá a ambos (hombres y mujeres homosexuales) junto con las mujeres y a «todos» como «los otros», las otredades que la heteronormatividad ha situado en la opresión. De esta forma, Wittig, establece una importante alianza identitaria, basada en la opresión compartida, entre el movimiento gay y lesbiano y el movimiento feminista y abre una profunda brecha, de la que la teoría feminista aún no se ha recuperado, en el sujeto de representación política y ontológica del feminismo.

## Definición
Cathy J. Cohen define la heteronormatividad como la práctica y las instituciones “que legitiman y privilegian la heterosexualidad y las relaciones heterosexuales como fundamentales y ‘naturales’ dentro de la sociedad”. Su obra enfatiza la importancia de la sexualidad implicada en estructuras mayores de poder, inseparable de raza, género y opresión de clase. Señala los ejemplos de madres solteras en que reciben ayuda del Estado (particularmente mujeres negras) y trabajadoras sexuales, que pueden ser heterosexuales, pero no son heteronormativas, ya que no son percibidas como “normales, morales o merecedores de ayuda del Estado” o de legitimación.
Se la puede considerar un sistema social e ideológico basado en una religión donde la heterosexualidad es moral y éticamente más importante que cualquier otra forma de comportamiento sexual. Como resultado, los no heterosexuales son estigmatizados, calumniados, marginados y privados de sus derechos. La heterosexualidad debe convertirse en una conducta sexual exclusiva "normal", natural y aceptada, y relacionada con ella: la persecución y marginación de los no heterosexuales.
Además, se entiende como una forma de mirar la tierra desde dos géneros y dos sexos, y legitimar la heterosexualidad como una orientación sexual exclusiva social y culturalmente aceptable.

## Empleo
La heteronormatividad ha sido usada en la explotación y crítica de las normas tradicionales de sexo, identidad de género, papel social de género y sexualidad y de las implicaciones sociales de estas instituciones. Es descriptiva de un sistema dicotómico de categorización que vincula directamente el comportamiento social y la identidad propia, con los genitales del individuo. Esto significa entre otras cosas que, visto que existen conceptos estrictamente definidos de masculinidad y feminidad, existen paralelamente comportamientos esperados tanto de hombres, como de mujeres.
Originalmente, concebido para describir las normas contra las cuales los «no heterosexuales» luchan, el término rápidamente se incorporó tanto en el debate de género, como en el de transgénero. También es frecuentemente usado en debates posmodernos y feministas. Aquellos que usan este concepto frecuentemente apuntan a las dificultades enfrentadas por los que mantiene un punto de vista dual de la sexualidad, por la presencia de excepciones claras de freemartins (hembras estériles) en el mundo bovino, a seres humanos intersexuales, con características sexuales de ambos sexos. Estas excepciones son tomadas como evidencias directas de que, ni el sexo, ni el género, son conceptos que puedan ser reducidos a una proposición de «o este, o aquel».
En una sociedad heteronormativa, la asignación binaria como hombre o mujer del género conduce a una falta de elección posible en cuanto al comportamiento social y sexual, siendo requisito que los individuos sientan y expresen deseo solamente por compañeros del género «opuesto». En la obra de Eve Sedgwick, por ejemplo, este emparejamiento heteronormativo define exclusivamente la orientación sexual de alguien en términos del sexo y el género de la persona que ella escoge para hacer sexo, ignorando otras preferencias que puedan haber relativas al sexo.

## Discriminación laboral
Cuando hablamos de una sociedad heteronormativa nos referimos a la falta de elección en cuanto al comportamiento sexual y social, puesto que sólo es normal sentir atracción o deseos por el género "opuesto".
La heteronormatividad en el ámbito laboral influye principalmente en la falta de posibilidades y la incesante discriminación hacia las personas no-heterosexuales.
La Organización Internacional del Trabajo (OIT) luego de haber hecho estudios preliminares, llegó a la conclusión de que a las personas LGBTQ+ les resulta inevitable enfrentar situaciones de discriminación con respecto a su orientación sexual y/o a su identidad de género. Estas malas acciones van desde un comentario ofensivo hasta despidos o rechazos laborales por políticas de contratación "antihomosexuales".
Es totalmente destacable el cambio que atravezaron los derechos laborales con el paso del tiempo, especialmente en relación con los derechos de las personas LGBTQ+. Cada vez son más los países que adoptan nuevas leyes o crean proyectos que prohíben la discriminación basada en la orientación sexual y/o la identidad de género.
La situación es mejor en países con leyes y políticas sólidas que promueven la igualdad para los trabajadores LGBT. Esto no es sorprendente ya que un marco legal sólido tiene claras ventajas en términos de acceso a la justicia para los miembros de la comunidad LGBT. Además, sienta las bases para un entorno de trabajo más propicio, ya que la aprobación de dicha legislación podría alentar a los gobiernos, empleadores y trabajadores a promover lugares de trabajo diversos e inclusivos.
Además de proteger a las personas de la discriminación aparente, incluye un cambio de paradigma al reconocer que no todos los trabajadores son heterosexuales o transgénero (no transgénero) ... 
```
Si bien puede parecer contradictorio, gran parte de la discriminación contra las personas LGBTQ en y fuera del lugar de trabajo no es causado por actividades dañinas por parte de las personas (estas acciones ciertamente tienen sus consecuencias) a las que se enfrentan y tienen consecuencias graves), de muchas maneras (y a menudo de manera deshonesta). Las empresas y organizaciones aceptan e institucionalizan la heterosexualidad. 
Esto se denomina "teoría de variantes". Destaca cómo la heterosexualidad deja de ser la orientación sexual de un individuo y se convierte en una obligación social y legal. En otras palabras, el "variantismo" es un recurso, una oportunidad, dependiendo de cuán heterosexuales sean y deban ser todos y cómo la gente se ajuste a este modelo. Y esto significa una distribución desigual de derechos. 
personas LGBTQ son parte de la diversidad humana. Una comprensión profunda de sus características y experiencias, así como una conciencia de sus necesidades, es fundamental no solo para acabar con la discriminación en su contra, sino también para lograr un desarrollo inclusivo e inclusivo de la zona.
```